# Kolāh Māl
Kolāh Māl (persiska: کلاه مال) är en ort i Iran.   Den ligger i provinsen Kermanshah, i den västra delen av landet, 500 km väster om huvudstaden Teheran. Kolāh Māl ligger 663 meter över havet och antalet invånare är 296.
Terrängen runt Kolāh Māl är varierad. Runt Kolāh Māl är det ganska tätbefolkat, med 155 invånare per kvadratkilometer. Närmaste större samhälle är Sarpol-e Z̄ahāb, 7,5 km väster om Kolāh Māl. Trakten runt Kolāh Māl består till största delen av jordbruksmark.